# Roskovány
Roskovány (szlovákul: Rožkovany) község Szlovákiában, az Eperjesi kerület Kisszebeni járásában.

## Fekvése
Kisszebentől 10 km-re északnyugatra, a Tarca partján fekszik.

## Története
A mai település helyén a 13. században egy Hosszúmező nevű falu állt, melyet IV. László király oklevele 1278-ban „Hozumezeu” néven említ. Ez a település ekkor már puszta volt. Egykori temploma a maitól északra, a régi temető területén emelkedő dombon állt.
Roskovány falut 1323-ban Csanád egri püspök oklevele „Roschowicz”, „Roscouicz” néven említi először. 1335-ben „Rosqua”, 1352-ben „Roskowan” alakban szerepel a korabeli forrásokban. 1427-ben 41 portája adózott, ezzel a nagyobb falvak közé tartozott. A 15. században a palocsai váruradalomhoz tartozott. A 16. századtól a Roskoványi család birtoka volt. Temploma 1591-ben már az evangélikusokhoz tartozott. Sírboltjában a Roskoványi család tagjai nyugodtak. Anyakönyveit 1716-tól vezetik. Remete Szent Antal tiszteletére szentelt mai templomát Roskoványi Ágoston nyitrai püspök építtette. 1749-ben említik a község fából épített plébániáját, melyet 1775-ben már igen rossz állapotúnak mondanak. 1787-ben 83 házában 657 lakos élt.
A 18. század végén Vályi András így ír róla: „ROSKOVÁNY. Ruskovia. Tót falu Sáros Várm. földes Ura Roskoványi, és más Uraságok, lakosai katolikusok, és másfélék, fekszik Héthárshoz fél mértföldnyire, Torisza vizéhez közel; határja ha szorgalmatosan míveltetik, jó gabonát terem, réttye, legelője tágas, fája van tűzre elég.”
A falunak a 19. században több birtokosa is volt, köztük a Bánó, Czabalai, Szentiványi és Péchy családok. 1804-ben új plébániája készült. 1828-ban a falunak 103 háza és 759 lakosa volt. Lakói többségben zsellérek voltak, gyümölcstermesztéssel, vászonszövéssel foglalkoztak. 1850 után sok lakója kivándorolt.
Fényes Elek 1851-ben kiadott geográfiai szótárában így ír a faluról: „Roskovány, orosz falu, Sáros vmegyében, Szebenhez nyugotra egy mfd., a Tarcza mellett: 693 kath., 10 evang., 62 zsidó lak. Kath. paroch. templom. Határa jó rozsot és szénát terem; erdeje tágas. F. u. a Roskoványi nemzetség. Ut. p. Eperjes.”
1860-ban is építettek egy új plébániát. Ez az épület 1865-ben az iskolával és több gazdasági épülettel együtt egy tűzvészben leégett. A trianoni diktátum előtt Sáros vármegye Héthársi járásához tartozott.

## Népessége
| Év:            | 1994. | 2004.    | 2014.   | 2024.   |
| -------------- | ----- | -------- | ------- | ------- |
| Emberek száma: | 1150  | 1284     | 1331    | 1322    |
| Eltérés:       |       | +11,65 % | +3,66 % | -0,67 % |

| Év:            | 2023. | 2024.   |
| -------------- | ----- | ------- |
| Emberek száma: | 1323  | 1322    |
| Eltérés:       |       | -0,07 % |

1910-ben 592, többségben szlovák anyanyelvű lakosa volt, jelentős cigány kisebbséggel.
2001-ben 1240 lakosából 1228 szlovák volt.
2011-ben 1311 lakosából 1243 szlovák volt.
2021-ben 1306 lakosából 1200 (+19) szlovák, 31 (+100) cigány, 1 (+6) ruszin, 10 egyéb és 64 ismeretlen nemzetiségű volt.

## Neves személyek
- Itt született 1716-ban Fabriczy Dávid evangélikus lelkész.
- Itt született 1855-ben Bánó Jenő utazó, mexikói főkonzul.
- Itt született 1888-ban Bánó Iván földbirtokos, gazdasági főtanácsos, országgyűlési képviselő.

## Nevezetességei
- A Roskovány, majd a Szentiványi család barokk-klasszicista kastélya 1770 körül épült, később átépítették. 1945 után a községháza és művelődési ház működött benne. 1993-ban visszakapták a Szentiványiak örökösei.
- Római katolikus temploma 1858-ban épült klasszicista stílusban, részben a korábbi, 18. századi templom alapfalainak felhasználásával. Benne 1618-ból származó címeres epitáfium található.
- A roskoványi csata emlékműve